# Bupleurum atlanticum
Bupleurum atlanticum là một loài thực vật có hoa trong họ Hoa tán. Loài này được Murb. mô tả khoa học đầu tiên năm 1905.